# 한종유
한종유(韓宗愈, 1287년~1354년 6월 28일(음력 6월 8일))는 고려의 문신이다. 본관은 한양이다. 권근의 외할아버지이다.

## 생애
자는 사고, 호는 복재다. 충렬왕 때 문과에 급제하여 사복부정이 되었다. 1322년 왕위 찬탈을 꾀한 심양왕이 원 황제에게 충숙왕의 잘못을 고해 바쳐, 충숙왕이 원으로 불려가 옥새(왕의 도장)를 빼앗기자, 원에 가서 충숙왕의 환국을 요청하는 글을 올렸다. 시문에 뛰어났으며, 명사들과 함께 술에 취하면 〈양화사〉를 읊었으므로 양화도로 불렀다. 저서로 《복재집》이 있다.

## 전기 자료
- 이인복, 〈한양부원군 한 공 묘지명〉(《동문선》 권 125)
- 권근, 《양촌집》 권 35, 〈동현사략〉, 정승 한종유
- 《고려사》 권 110, 〈열전〉 23, 한종유